# U.S. Route 31
U.S. Route 31 (ou U.S. Highway 31) é uma autoestrada dos Estados Unidos.
Faz a ligação do Sul para o Norte. A U.S. Route 31 foi construída em 1926 e tem 1,28 milhas (2,061 km).

## Principais ligações
US 82 em Montgomery

 Autoestrada 20 em Birmingham

 US 72 em Decatur

 US 41 em Nashville

 Autoestrada 64 em Louisville

 Autoestrada 74 em Indianapolis

 US 20 em South Bend

 Autoestrada 94 perto de Benton Harbor

 Autoestrada 96 perto de Muskegon